# Olearia coriacea
Olearia coriacea là một loài thực vật có hoa trong họ Cúc. Loài này được Kirk mô tả khoa học đầu tiên năm 1899.